# Laura Asadauskaitė
Laura Asadauskaitė-Zadneprovskienė (* 28. února 1984 Vilnius) je litevská reprezentantka v moderním pětiboji. Je olympijskou vítězkou z roku 2012, na hrách v roce 2008 skončila patnáctá a v roce 2016 byla třicátá, když v kombinaci běhu a střelby překonala olympijský rekord, ale jezdeckou část nedokončila. Na LOH 2020 získala stříbrnou medaili.
Na mistrovství světa v moderním pětiboji vyhrála v roce 2013 individuální závod a v roce 2014 smíšenou štafetu. Na mistrovství Evropy v moderním pětiboji získala sedm zlatých medailí: v individuálním závodě 2012, 2015 a 2016, soutěži družstev 2008 a 2016, ženské štafetě 2008 a smíšené štafetě 2014. V letech 2011 a 2015 byla zvolena nejlepší litevskou sportovkyní roku, byl jí také udělen Řád za zásluhy o Litvu.
Jejím manželem je Andrejus Zadneprovskis, mistr světa a olympijský medailista v moderním pětiboji, mají dceru Adrianu (* 2010). Je absolventkou Univerzity Mykolase Romerise a příslušnicí litevské armády.